# Efecto punta

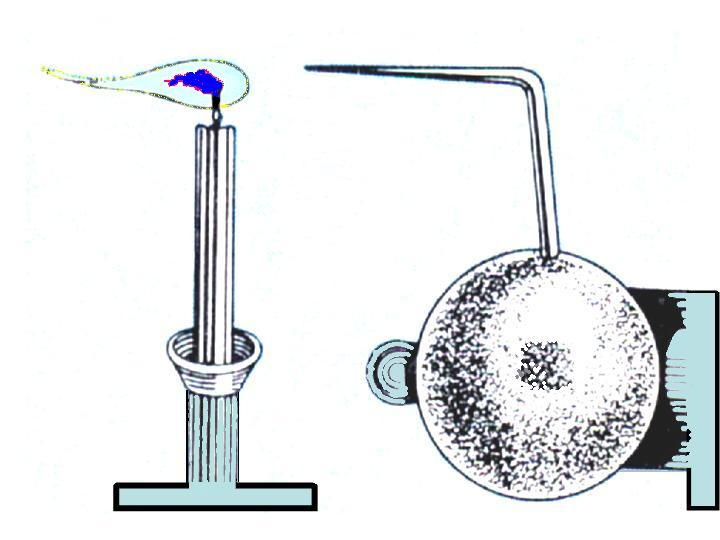
Efecto punta: El campo eléctrico intenso presente en la punta repele los iones de la llama.

El efecto punta es un efecto físico que se produce por la acumulación de carga en esa parte de un cuerpo.
Cuando un material posee carga eléctrica, esta se distribuye por todo el cuerpo (superficie, si se trata de conductores). La densidad de carga es la carga por unidad de volumen o superficie en el cuerpo de manera que si la carga se distribuye en el cuerpo, su densidad será mayor en las zonas de menos volumen o menos superficie. Por esto se produce una acumulación de carga en las zonas del material acabadas en punta donde su volumen es menor y se concentra mayor cantidad de carga, de manera que si el material está expuesto a un campo eléctrico externo, tenderá a interactuar con éste por la zona de mayor densidad de carga, es decir, en la punta. 
El efecto punta fue descubierto por Benjamin Franklin, quien lo ilustró en su obra de 1753, Almanaque del pobre Richard. Es de especial interés en muchas aplicaciones como el pararrayos, inventado por el propio Franklin tras sus experimentos con una cometa en días de tormenta. Para realizar dichos experimentos, Franklin lanzaba una cometa de seda, con una punta metálica en la parte más alta, unida a un cordel también de seda. Del cordel colgaba una llave, que unía el dispositivo con tierra (carga eléctrica neutra), provocando así la descarga del rayo.
Debido al "efecto punta" cuando nos encontramos en una tormenta de rayos no debemos levantar los brazos hacia arriba y no se deben despegar demasiado del cuerpo, ya que podríamos acumular carga en nuestro cuerpo, y por efecto punta podríamos atraer la descarga de un rayo. En estos casos lo más recomendable es colocarse de rodillas y pegar los brazos al cuerpo, para estar al máximo contacto con el suelo (tierra) y en caso de no perder nuestra carga con el suelo, no inducirla con nuestros brazos.
- Datos: Q2311521